# Jacqui Dunn
Jacqui Dunn (Adelaida, Australia, 5 de marzo de 1984) es una gimnasta artística australiana, medallista de bronce mundial en 2003 en el concurso por equipos.

## 2003
En el Mundial celebrado en Anaheim (Estados Unidos) gana el bronce en la competición por equipos, tras Estados Unidos y Rumania, siendo sus compañeras de equipo: Allana Slater, Belinda Archer, Stephanie Moorhouse, Monette Russo y Danielle Kelly.